# Electric Touch
Electric Touch – trzeci album studyjny rosyjskiego piosenkarza Siergieja Łazariewa. Płyta została wydana 31 marca 2010 roku nakładem wytwórni Sony Music.
Album dotarł do pierwszego miejsca listy najczęściej kupowanych płyt w Rosji, zdobył też status złotej płyty za sprzedaż w kraju.
Wydawnictwo zdobyło tytuł „Albumu roku” według Muz-TV.

## Single
- „Lazerboy” – został wydany 7 października 2008 roku. Do piosenki zrealizowano oficjalny teledysk, który miał swoją premierę w serwisie YouTube 21 listopada 2008 roku[1].
- „Stereo” – został wydany 26 marca 2009 roku.
- „Najdi mienia” – został wydany 26 sierpnia 2009 roku.
- „Alarm” –  został wydany 23 lutego 2010 roku. Do piosenki zrealizowano oficjalny teledysk, który miał swoją premierę w serwisie YouTube 23 maja 2010 roku[2].
- „Instantly”[3] – został wydany 26 listopada 2010 roku. Do piosenki zrealizowano oficjalny teledysk, który miał swoją premierę w serwisie YouTube 12 grudnia 2010 roku[4]
- „Heartbeat” – został wydany 8 lutego 2011 roku. Do piosenki zrealizowano oficjalny teledysk, który miał swoją premierę w serwisie YouTube 16 lutego 2011 roku[5].
- „Electric Touch” – został wydany 20 września 2011 roku[6]. Do piosenki zrealizowano oficjalny teledysk, który miał swoją premierę w serwisie YouTube 21 października 2011 roku[7]

## Lista utworów
Sporządzono na podstawie materiału źródłowego.
| Electric Touch | Electric Touch             | Electric Touch                                                                | Electric Touch |
| Nr             | Tytuł utworu               | Autorstwo                                                                     | Długość        |
| -------------- | -------------------------- | ----------------------------------------------------------------------------- | -------------- |
| 1.             | „Alarm”                    | Pia Sjöberg, Jonas Saeed, Mohamed Alazzawe                                    | 3:45           |
| 2.             | „Electric Touch”           | Alex Gabriel, Aram Mandossian, Sam Lobue II                                   | 3:15           |
| 3.             | „Money on Love”            | Melissa Arzoomanian, Ryan Crosby, Alex Gabriel, Aram Mandossian, Sam Lobue II | 3:29           |
| 4.             | „She Said”                 | Christopher Lee-Joe, Paul Simon Brown, Philippe-Marc Anquetil                 | 3:53           |
| 5.             | „Slow Mo”                  | Christopher Lee-Joe, Danny Lattouf, Philippe-Marc Anquetil                    | 3:50           |
| 6.             | „Emotions”                 | Okiem Warmann                                                                 | 4:41           |
| 7.             | „Lazerboy” (z Timati)      | Timati, Walerij Ewsikow, Boris „B.K.” Gabiarajew                              | 3:56           |
| 8.             | „She Is”                   | Pia Sjöberg, Jonas Saeed, Mohamed Alazzawe                                    | 3:36           |
| 9.             | „Sexy Automatic”           | Francisco Luis Correa-Perez, Justin Harris, Nicholas Lazzeri                  | 3:29           |
| 10.            | „Heartbeat”                | Clarence Williams III, Justin Harris, Nefrateri Williams, Nicholas Lazzeri    | 4:09           |
| 11.            | „Stereo” (HarDrum Version) | Jonas Saeed, Mohamed Alazzawe, Pia Sjöberg                                    | 3:34           |
| 12.            | „Najdi mienia”             | Siergiej Łazariew, Walerij Ewsikow, Boris „B.K.” Gabiarajew                   | 3:36           |
| 13.            | „Instantly”                | Okiem Warmann                                                                 | 4:03           |
| 14.            | „Feelin’ High”             | Okiem Warmann                                                                 | 4:38           |
|                |                            |                                                                               | 53:54          |

## Notowania na listach przebojów
| Kraj  | Lista (2010)   | Najwyższe miejsce |
| ----- | -------------- | ----------------- |
| Rosja | Rossija Top 25 | 1                 |